# Trilhas de Chapada dos Guimarães
As Trilhas de Chapada dos Guimarães são caminhos ligando Chapada dos Guimarães a Cuiabá, Mato Grosso. Foram construídas em data não especificada e são de constante uso das comunidades locais, sendo uma parte integrante da cultura desses povos. Elas possuem várias rotas, e nomes: Mata Fria, Tope de Fita, do Matão, do Carretão, do Magessi, Quebra Gamela e do Xavier. Suas finalidades também são diversas, embora seja de conhecimento que serviam como ligação entre as duas cidades, a trilha do Matão, por exemplo, é extremamente usada para a observação de pássaros. Atualmente, todas elas são usadas para travessia de turistas e, por sua importância histórica, cultural e natural, foram tombadas como patrimônio do Estado de Mato Grosso em 15 de abril de 2009.